# Chvaletice
Chvaletice (deutsch Chwaletitz, auch Chwalletitz) ist eine Stadt in Tschechien. Sie liegt 15 Kilometer östlich von Kolín und gehört zum Okres Pardubice.

## Geographie

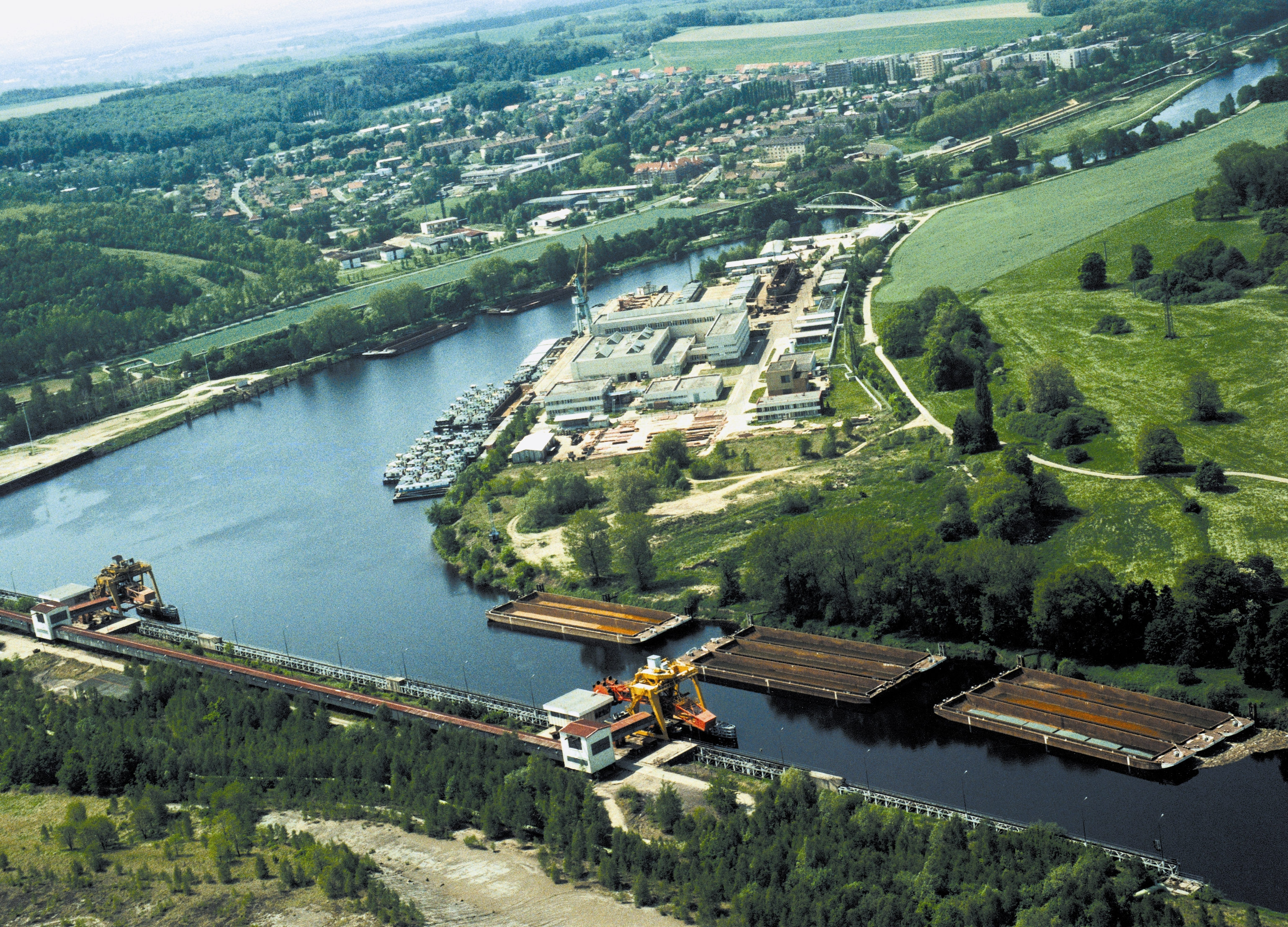
Der Hafen von Chvaletice

Chvaletice befindet sich am linken Ufer der Elbe. Die Stadt liegt am nordwestlichen Fuße der zum Eisengebirge gehörigen Chvaletická hornatina. Südlich erhebt sich der Hügel Oklika (307 m). Im Osten befindet sich das 800 MW Kraftwerk Chvaletice, das auf dem Gelände eines ehemaligen Pyrit-Tagebaues steht.
Nachbarorte sind Labské Chrčice im Norden, Selmice im Nordosten, Trnávka im Osten, Hornická Čtvrť im Südosten, Bernardov im Süden, Kobylnice im Südwesten, Záboří nad Labem, Vinařice und Kojice im Westen sowie Svárava und Krakovany im Nordwesten.

## Geschichte
Die Gegend wurde im 10. Jahrhundert durch Ostcharvaten besiedelt. An der Elbe befand sich der Grenzpunkt der Siedlungsgebiete der slawischen Stämme der Tschechen, Zlitschanen und Charvaten.

### Telčice
Im Zuge der Gründung des Klosters Sedlec wurde im Jahre 1143 als klösterlicher Besitz das Dorf Telčice erstmals urkundlich erwähnt. Ab 1199 ist auch die Feste Telčice überliefert, deren Besitzer zu dieser Zeit Hugo von Teltschitz war. Die Feste befand sich an einem bedeutsamen Handelsweg, der durch die Elbe führte.
Nach der Zerstörung des Klosters durch die Hussiten im Jahre 1421 bemächtigte sich Kaiser Sigismund der klösterlichen Güter und verpfändete sie mehrmals an Gläubiger. 1436 wurde auf diesem Wege Kunes Voděrad von Sekeřice Besitzer von Telčice. Von den Sekerský von Voděrady fiel der Besitz an Vladislav II., der ihn 1507 dem Nikolaus Trčka von Lípa als Pfand überließ. Nachdem die böhmischen Stände zwei Jahre später gegen die Verpfändung der königlichen Güter Zdechovice protestierten, löste der König das Pfand wieder ein. 1515 gelangte die Herrschaft Zdechovice mit den Dörfern Zdechovice, Telčice, Chvaletice, Trnávka, Řečany, Labětín und Spytovice im Zuge eines Vergleichs mit Zdeniek Lev von Rosental an diesen als Schuldausgleich.
1521 erwarb Václav Lorecký von Elkouš die Herrschaft, ihm folgten 1558 Karl von Žerotín und ab 1585 Hynko Vrabský von Vrabí. Seit dem Anschluss von Telčice an Zdechovice verlor die Feste Telčice ihre Bedeutung und die Steine wurden für den Bau des Schlosses Zdechovice verwendet. Reste des Bauwerkes blieben bis ins 19. Jahrhundert erhalten.
Ab 1642 wurden die Herren von Věžník Besitzer der Herrschaft. 1720 wurde Telčice zu einer Ortschaft von Chvaletice. 1722 kaufte Karl Josef Graf von Paar die Zdechovicer Güter von Leopold von Věžník.
Nach der Aufhebung der Patrimonialherrschaften bildete Telčice einen Ortsteil der Gemeinde Chvaletice im Bezirk Pardubitz. 1869 lebten in Telčice 206 Menschen, im Jahre 1900 waren es 186. Besitzer der Güter waren bis 1889 die Grafen von Paar.
1950 hatte das Dorf 231 Einwohner. Zwischen 1950 und 1952 wurden in dem Ort 623 Wohnungen errichtet. Neben Finnhütten und Eigenheimen entstanden in den neuen Siedlungen südlich und östlich des alten Telčice 13 Wohnblöcke. 1951 wurde eine bergmännische Berufsschule eingeweiht. 1954 erhielt der Ort eine eigene Schule. Diese erwies sich schon vor dem Bau als zu klein. Obwohl die Planungen seit 1952 eine künftige Einwohnerzahl von 7000 vorsahen, entstand eine Schule, die für 300 Einwohner ausgereicht hätte. Im Jahre 1953 wurde Telčice von Chvaletice losgelöst und zu einer eigenen Gemeinde.
1958 eröffnete ein Kulturhaus. Nach der Auflösung des Okres Přelouč kam Telčice 1961 zum Okres Pardubice zurück. Der Ort zählte mittlerweile 2380 Einwohner.

### Chvaletice
Die erste Erwähnung des Hofes, der Feste und des Dorfes Chwaleticz' stammt aus dem Jahre 1393. Besitzer war Hereš von Chwaleticz.
Bereits seit den Zeiten Ottokars II. Přemysl bestanden um Chvaletice und Zdechovice Eisenerzgruben, die auch der Chronist Václav Hájek z Libočan erwähnte. Der Bergbau erlosch während des Dreißigjährigen Krieges. Er erfuhr zum Ende des 18. Jahrhunderts eine Wiederaufnahme, jedoch beschränkte sich dies auf die Ausbeutung der Chvaletitzer Eisenhüte. Das Dorf Chvaletice wurde in der zweiten Hälfte des 18. Jahrhunderts vom Elbufer nach Süden auf einen höheren Standort verlegt. Nach Erlass des Toleranzpatents von 1781 bildete sich eine evangelische Gemeinde. Auf dem neuen Dorfplatz erfolgte 1783 die Weihe der Kirche, des Pfarrhauses und einer Schule.
1858 verlieh das Berggericht Kuttenberg ein Grubenfeld von vier Maßen unter dem Namen Hedwig an den Grafen Jan Kinský. 1869 lebten in dem Ort 612 Menschen. 1882 wurde die Kirche, die bis dahin ohne Turm und Glocken war, um einen Kirchturmanbau erweitert. Die Joachimsthaler Bergbaugesellschaft mutete 1886 die Grubenfelder Karl und Hoffnung und begann mit dem systematischen Abbau. Nach der Entdeckung einer großen Manganeisenerz- und Pyritlagerstätte in der Umgebung von Chvaletice und Zdechovice erfolgte zu Beginn des 20. Jahrhunderts der Aufschwung des Bergbaus von Chvaletice. Im Jahre 1900 hatte Chvaletice 581 Einwohner. Die Böhmische Bergbaugesellschaft in Joachimsthal verarbeitete das Eisenerz von Chvaletice in ihrem Eisenhüttenwerk in Králův Dvůr. 1909 fusionierte die Bergbaugesellschaft mit der Prager Eisenhüttengesellschaft. Zu dieser Zeit erfolgte der Abbau in 24 Grubenfeldern und vier Tiefbauschächten.
Nach der Aufhebung der Patrimonialherrschaften bildete Chvaletice mit den Ortsteilen Mlýnky und Telčice eine Gemeinde im Bezirk Pardubitz. 1916 arbeiten in den Gruben 72 Bergleute. Der Transport erfolgte auf Pferdegespannen zur Bahnstation Řečany nad Labem. 1930 hatte Chvaletice 586 Einwohner. Nachdem die Prager Eisenhüttengesellschaft 1945 verstaatlicht worden war, gehörte die Grube in Chvaletice als Grube Nr. IX zu den Mittelböhmischen Kohlen- und Eisenerzgruben. 1948 entstanden 15 Einfamilienhäuser. 1949 wurde aus der Grube IX der volkseigene Betrieb Manganorudné a kyzové závody Chvaletice. 1950 betrug die Einwohnerzahl 547. Zu dieser Zeit kam der Ort zum Okres Přelouč. Das Pyrit besaß für die Tschechoslowakei große Bedeutung, da es vor dem Krieg aus Spanien, Schweden oder Zypern importiert wurde. Im Jahre 1953 entstand aus dem Ortsteil Telčice eine eigene Gemeinde. Durch die Ausdehnung des Bergbaus kam es infolge von Bergschäden in den 1960er Jahren zum Abriss des größten Teils von Chvaletice unterhalb der Kirche. Lediglich die oberen Häuser um die Kirche blieben erhalten. Bis 1961 sank die Einwohnerzahl auf 262.

### Bau des Kraftwerkes
Nachdem in den 1960er Jahren eine große Pyrit-Lagerstätte in Polen entdeckt wurde, beschloss man den Bergbau einzustellen und auf dem Gelände der Grube ein Kohlekraftwerk zu errichten. Die Bauarbeiten für das 800 MW Kraftwerk begannen 1971. Für die Anlieferung der Braunkohle aus Ústí nad Labem wurde die Elbe auf 2,80 m vertieft und ein Hafen für den Kohlenumschlag errichtet. Zum 1. Januar 1975 wurden die Gemeinden Telčice und Chvaletice zusammengeschlossen. Dabei erhielt das ursprüngliche Dorf Chvaletice den Namen Chvaletice I und die Bergarbeitersiedlung Telčice den Namen Chvaletice II. Der Bergbau wurde im selben Jahr eingestellt.
1977 wurde auf dem Abschnitt zwischen Týnec nad Labem und Chvaletice II die Schifffahrt auf der Elbe aufgenommen, 1979 das Kraftwerk fertiggestellt. Die Vollendung des Hafenbaus erfolgte zu Beginn der 1980er Jahre bei den Abschlussarbeiten für die Elbwasserstraße.
Am 1. März 1980 erfolgte die Umbenennung von Chvaletice I in Hornická Čtvrť, das nun noch 134 Einwohner zählte, aus dem 2897 Einwohner zählenden Chvaletice II wurde Chvaletice.
Seit 1993 ist Chvaletice eine Stadt, wobei der Ortsteil Chvaletice 3165 Einwohner und der Ortsteil Hornická Čtvrť 92 Einwohner zählte.
1995 entstand eine neue Eisenbahnstation und ein Jahr später wurden die Kohlenlieferungen auf dem Wasserweg eingestellt.

## Gemeindegliederung
Die Stadt Chvaletice besteht aus den Ortsteilen
- Chvaletice, bis 1975 Telčice (Teltschitz), 1975–1980: Chvaletice II und
- Hornická Čtvrť, bis 1975 Chvaletice (Chwaletitz), 1975–1980: Chvaletice I.

## Sehenswürdigkeiten
- Evangelische Kirche in Hornická Čtvrť, geweiht 1783 und 1882 um einen Turm im Neorenaissancestil erweitert.